# Yukihiro (imię)
Yukihiro (jap. ゆきひろ, ユキヒロ) – męskie imię japońskie.

## Znane osoby
- Yukihiro Awaji (ユキヒロ/幸宏), japoński muzyk; perkusista w zespole L’Arc-en-Ciel, basista zespołu P'UNK~EN~CIEL, a także wokalista grupy Acid Android
- Yukihiro Matsumoto (行弘), japoński programista wolnego oprogramowania
- Yukihiro Sawada (幸弘), japoński reżyser
- Yukihiro Takahashi (幸宏), japoński muzyk, perkusista i główny wokalista Yellow Magic Orchestra
- Yukihiro Takiguchi (幸広), japoński aktor
- Yukihiro Yamase (幸宏), japoński piłkarz
- Yukihiro Yoshida (行宏), japoński łyżwiarz figurowy